# FA Women's League Cup 2020-21
La FA Women's League Cup 2020-21 será la décima edición de la FA Women's Super League y la FA Women's Championship. Fue patrocinado por Continental AG, quien patrocinó la competencia desde su creación, y se conoce oficialmente como FA Women's Continental League Cup por razones de patrocinio. Los 23 equipos de la FA Women's Super League y la FA Women's Championship participarán en la competencia. El Chelsea es el campeón defensor.

## Cambios de formato
Como resultado de la pandemia de COVID-19, el inicio de la temporada 2020-21 se retrasó, lo que obligó a muchas ligas y competiciones a acortar su formato. Para reducir el número total de juegos, el formato anterior de cuatro grupos de seis (con el tamaño de uno reducido en uno para adaptarse al total de 23 equipos) se ha modificado a seis grupos de cuatro (con uno corto de nuevo), reduciendo el número de partidos de la fase de grupos de cinco a tres cada uno. Con seis ganadores de grupo ahora, solo los dos mejores equipos en segundo lugar se clasificarán para la ronda eliminatoria.

## Fase de grupos

### Grupo A
| Equipo           | Pts | PJ | PG | PE | PP | GF | GC | Dif |
| ---------------- | --- | -- | -- | -- | -- | -- | -- | --- |
| Aston Villa      | 6   | 2  | 2  | 0  | 0  | 10 | 0  | +10 |
| Durham           | 6   | 2  | 2  | 0  | 0  | 11 | 2  | +9  |
| Sheffield United | 0   | 2  | 0  | 0  | 2  | 0  | 7  | -7  |
| Coventry United  | 0   | 2  | 0  | 0  | 2  | 2  | 14 | -12 |

| 7 de octubre de 2020 | Durham                                                    | 5:2 (2:1) | Coventry United              | Maiden Castle Sports Park, Durham |                     |
|                      | - Hepple 38', 44' (pen.), 60' - Sharpe 56' - Galloway 87' | Reporte   | - 20' Dermody - 84' Anderson | Árbitra: Gavin Hock               | Árbitra: Gavin Hock |

| 7 de octubre de 2020 | Aston Villa         | 1:0 (1:0) | Sheffield United | Estadio Bescot, Walsall  |                          |
|                      | - Hutton 37' (pen.) | Reporte   |                  | Árbitra: Elizabeth Simms | Árbitra: Elizabeth Simms |

| 4 de noviembre de 2020 | Sheffield United | 0:6 (0:1) | Durham                                                                               | Proact Stadium, Chesterfield |               |
|                        |                  | Reporte   | - 45' (pen.) Hill - 58' Gears - 63' Roberts - 68' Robson - 75' Galloway - 80' Sharpe | Árbitra: [[]]                | Árbitra: [[]] |

| 18 de noviembre de 2020 | Coventry United | 0:9 (0:4) | Aston Villa                                                                                | Butts Park Arena, Coventry |               |
|                         |                 | Reporte   | - 7', 11', 28' Hanssen - 19' Syme - 50' (pen.) Follis - 56', 90+4' Silva - 71', 75' Hayles | Árbitra: [[]]              | Árbitra: [[]] |

| 19 de noviembre de 2020 | Durham | vs.     | Aston Villa | Maiden Castle Sports Park, Durham |               |
|                         |        | Reporte |             | Árbitra: [[]]                     | Árbitra: [[]] |

| 19 de noviembre de 2020 | Coventry United | vs.     | Sheffield United | Butts Park Arena, Coventry |               |
|                         |                 | Reporte |                  | Árbitra: [[]]              | Árbitra: [[]] |

### Grupo B
| Equipo                | Pts | PJ | PG | PE | PP | GF | GC | Dif |
| --------------------- | --- | -- | -- | -- | -- | -- | -- | --- |
| Chelsea               | 6   | 2  | 2  | 0  | 0  | 6  | 1  | +5  |
| Tottenham Hotspur     | 3   | 2  | 1  | 0  | 1  | 4  | 2  | +2  |
| Arsenal               | 3   | 2  | 1  | 0  | 1  | 4  | 4  | +1  |
| London City Lionesses | 0   | 2  | 0  | 0  | 2  | 0  | 8  | -8  |

| 7 de octubre de 2020 | Tottenham Hotspur                                      | 4:0 (3:0) | London City Lionesses | The Hive Stadium, Londres |                        |
|                      | - Percival 12' - Kennedy 29' - Ayane 35' - Addison 82' | Reporte   |                       | Árbitra: Sarah Garratt    | Árbitra: Sarah Garratt |

| 7 de octubre de 2020 | Chelsea                                       | 4:1 (3:1) | Arsenal    | Kingsmeadow, Kingston upon Thames |                        |
|                      | - Ericsson 5' - Reiten 10', 15' - England 90' | Reporte   | - 8' Foord | Árbitra: Scott Jackson            | Árbitra: Scott Jackson |

| 3 de noviembre de 2020 | Chelsea                      | 2:0 (0:0) | Tottenham Hotspur | Kingsmeadow, Kingston upon Thames |                        |
|                        | - Cuthbert 70' - Leupolz 84' | Reporte   |                   | Árbitra: Emily Heaslip            | Árbitra: Emily Heaslip |

| 4 de noviembre de 2020 | London City Lionesses | 0:4 (0:3) | Arsenal                      | Princes Park, Dartford |               |
|                        |                       | Reporte   | - 21', 27', 40', 53' Miedema | Árbitra: [[]]          | Árbitra: [[]] |

| 18 de noviembre de 2020 | Arsenal | vs.     | Tottenham Hotspur | Meadow Park, Borehamwood |               |
|                         |         | Reporte |                   | Árbitra: [[]]            | Árbitra: [[]] |

| 18 de noviembre de 2020 | London City Lionesses | vs.     | Chelsea | Princes Park, Dartford |               |
|                         |                       | Reporte |         | Árbitra: [[]]          | Árbitra: [[]] |

### Grupo C
| Equipo            | Pts | PJ | PG | PE | PP | GF | GC | Dif |
| ----------------- | --- | -- | -- | -- | -- | -- | -- | --- |
| Manchester City   | 6   | 2  | 2  | 0  | 0  | 6  | 1  | +5  |
| Liverpool         | 3   | 2  | 1  | 0  | 1  | 3  | 4  | -1  |
| Everton           | 0   | 1  | 0  | 0  | 1  | 1  | 3  | -2  |
| Manchester United | 0   | 1  | 0  | 0  | 1  | 1  | 3  | -2  |

| 7 de octubre de 2020 | Liverpool                         | 3:1 (1:0) | Manchester United | Prenton Park, Birkenhead |                        |
|                      | - Furness 32', 82' - Babajide 70' | Reporte   | - 86' Toone       | Árbitra: Rebecca Welch   | Árbitra: Rebecca Welch |

| 7 de octubre de 2020 | Manchester City                        | 3:1 (0:1) | Everton      | Academy Stadium, Manchester |                       |
|                      | - Lavelle 51' - Kelly 76' - Park 90+2' | Reporte   | - 20' Turner | Árbitra: Simon Mather       | Árbitra: Simon Mather |

| 4 de noviembre de 2020 | Liverpool | 0:3 (0:1) | Manchester City                         | Prenton Park, Birkenhead |               |
|                        |           | Reporte   | - 42' Coombs - 52' Lavelle - 90+2' Park | Árbitra: [[]]            | Árbitra: [[]] |

| pospuesto | Everton | vs.     | Manchester United | Walton Hall Park, Liverpool |               |
|           |         | Reporte |                   | Árbitra: [[]]               | Árbitra: [[]] |

| 18 de noviembre de 2020 | Everton | vs.     | Liverpool | Walton Hall Park, Liverpool |               |
|                         |         | Reporte |           | Árbitra: [[]]               | Árbitra: [[]] |

| 19 de noviembre de 2020 | Manchester United | vs.     | Manchester City | Leigh Sports Village, Gran Mánchester |               |
|                         |                   | Reporte |                 | Árbitra: [[]]                         | Árbitra: [[]] |

### Grupo D
| Equipo                 | Pts | PJ | PG | PE | PP | GF | GC | Dif |
| ---------------------- | --- | -- | -- | -- | -- | -- | -- | --- |
| West Ham United        | 5   | 2  | 1  | 1  | 0  | 5  | 2  | +3  |
| Reading                | 3   | 2  | 1  | 0  | 1  | 4  | 3  | +1  |
| Brighton & Hove Albion | 1   | 1  | 0  | 1  | 0  | 2  | 2  | 0   |
| Charlton Athletic      | 0   | 1  | 0  | 0  | 1  | 0  | 4  | -4  |

| 7 de octubre de 2020 | Brighton & Hove Albion       | 2:2 (1:1) (2:4 p.) | West Ham United           | Broadfield Stadium, Crawley |                        |
|                      | - Connolly 42' - Jarrett 61' | Reporte            | - 31' Daly - 82' Flaherty | Árbitra: Steven Hughes      | Árbitra: Steven Hughes |

| 7 de octubre de 2020 | Reading                                       | 4:0 (1:0) | Charlton Athletic | Madejski Stadium, Reading |                        |
|                      | - Carter 25' - Harding 68', 70' - Chaplen 90' | Reporte   |                   | Árbitra: Emily Heaslip    | Árbitra: Emily Heaslip |

| 4 de noviembre de 2020 | West Ham United                           | 3:0 (1:0) | Reading | Victoria Road, Dagenham |                      |
|                        | - Lehmann 14' - van Egmond 52' - Daly 58' | Reporte   |         | Árbitra: Aji Ajibola    | Árbitra: Aji Ajibola |

| pospuesto | Charlton Athletic | vs.     | Brighton & Hove Albion | Estadio The Oakwood, Crayford |               |
|           |                   | Reporte |                        | Árbitra: [[]]                 | Árbitra: [[]] |

| 18 de noviembre de 2020 | Brighton & Hove Albion | vs.     | Reading | Broadfield Stadium, Crawley |               |
|                         |                        | Reporte |         | Árbitra: [[]]               | Árbitra: [[]] |

| 18 de noviembre de 2020 | Charlton Athletic | vs.     | West Ham United | Estadio The Oakwood, Crayford |               |
|                         |                   | Reporte |                 | Árbitra: [[]]                 | Árbitra: [[]] |

### Grupo E
| Equipo           | Pts | PJ | PG | PE | PP | GF | GC | Dif |
| ---------------- | --- | -- | -- | -- | -- | -- | -- | --- |
| Leicester City   | 3   | 1  | 1  | 0  | 0  | 5  | 2  | +3  |
| Birmingham City  | 3   | 1  | 1  | 0  | 0  | 1  | 0  | +1  |
| Blackburn Rovers | 0   | 2  | 0  | 0  | 2  | 2  | 6  | -4  |

| 7 de octubre de 2020 | Blackburn Rovers | 0:1 (0:0) | Birmingham City | Sir Tom Finney Stadium, Preston |                               |
|                      |                  | Reporte   | - 81' Walker    | Árbitra: Christina Hattersley   | Árbitra: Christina Hattersley |

| 4 de noviembre de 2020 | Leicester City                                                          | 5:2 (2:0) | Blackburn Rovers           | Estadio Sutton Park, Quorn |               |
|                        | - Flint 6', 32' - Devlin 78' - Bailey-Gayle 82' - McDonald 90+4' (a.g.) | Reporte   | - 50' Hughes - 57' Newsham | Árbitra: [[]]              | Árbitra: [[]] |

| 18 de noviembre de 2020 | Birmingham City | vs.     | Leicester City | Damson Park, Solihull |               |
|                         |                 | Reporte |                | Árbitra: [[]]         | Árbitra: [[]] |

### Grupo F
| Equipo         | Pts | PJ | PG | PE | PP | GF | GC | Dif |
| -------------- | --- | -- | -- | -- | -- | -- | -- | --- |
| Bristol City   | 3   | 1  | 1  | 0  | 0  | 4  | 0  | +4  |
| Crystal Palace | 3   | 1  | 1  | 0  | 0  | 2  | 1  | +1  |
| London Bees    | 3   | 2  | 1  | 0  | 1  | 1  | 4  | -3  |
| Lewes          | 0   | 2  | 0  | 0  | 2  | 1  | 3  | -2  |

| 7 de octubre de 2020 | Bristol City                                                   | 4:0 (2:0) | London Bees | Twerton Park, Bath    |                       |
|                      | - Roberts 10' (a.g.) - Logarzo 12' - Salmon 80' - Wellings 82' | Reporte   |             | Árbitra: Dale Wootton | Árbitra: Dale Wootton |

| 7 de octubre de 2020 | Lewes       | 1:2 (0:0) | Crystal Palace      | The Dripping Pan, Lewes     |                             |
|                      | - Jones 59' | Reporte   | - 76', 90' Baptiste | Árbitra: Chloe-Ann Anderson | Árbitra: Chloe-Ann Anderson |

| 4 de noviembre de 2020 | London Bees   | 1:0 (1:0) | Lewes | The Hive Stadium, Londres |                         |
|                        | - Pickett 27' | Reporte   |       | Árbitra: Luke Donaldson   | Árbitra: Luke Donaldson |

| 5 de noviembre de 2020 | Crystal Palace | vs.     | Bristol City | Hayes Lane, Londres |               |
|                        |                | Reporte |              | Árbitra: [[]]       | Árbitra: [[]] |

| 18 de noviembre de 2020 | Lewes | vs.     | Bristol City | The Dripping Pan, Lewes |               |
|                         |       | Reporte |              | Árbitra: [[]]           | Árbitra: [[]] |

| 19 de noviembre de 2020 | Crystal Palace | vs.     | London Bees | Hayes Lane, Londres |               |
|                         |                | Reporte |             | Árbitra: [[]]       | Árbitra: [[]] |

### Ranking de los segundos puestos
| Grp | Equipo | PJ | PG | PE | PP | GF | GC | DG | Pts |
| --- | ------ | -- | -- | -- | -- | -- | -- | -- | --- |
| A   |        | 0  | 0  | 0  | 0  | 0  | 0  | 0  | 0   |
| B   |        | 0  | 0  | 0  | 0  | 0  | 0  | 0  | 0   |
| C   |        | 0  | 0  | 0  | 0  | 0  | 0  | 0  | 0   |
| D   |        | 0  | 0  | 0  | 0  | 0  | 0  | 0  | 0   |
| E   |        | 0  | 0  | 0  | 0  | 0  | 0  | 0  | 0   |
| F   |        | 0  | 0  | 0  | 0  | 0  | 0  | 0  | 0   |